# Richmond (métro de Londres)
Pour les articles homonymes, voir Richmond.
Richmond (en anglais : Richmond station, ou Richmond Underground station), est une station de la ligne District du métro de Londres, en zone 4 Travelcard. Elle est située sur le The Quadrant à Richmond dans le borough londonien de Richmond upon Thames, sur le territoire du Grand Londres.
Cette station est incluse dans le complexe de la gare de Richmond qui est également le terminus d'une branche du London Overground et une desserte de la South West Trains, qui la relient à la gare de Waterloo à Londres, à Putney, Clapham Junction, Twickenham, Kingston upon Thames, Feltham, Windsor et Reading.

## À proximité
- Richmond upon Thames (ville)
- Observatoire royal de Kew (1 km au nord, dans Old Deer Park)
- Richmond Park (1 km au sud)